# Хосе Кампанья
Хосе Кампанья (ісп. José Campaña, нар. 31 травня 1993, Севілья) — іспанський футболіст, центральний півзахисник клубу «Леванте» та збірної Іспанії.

## Клубна кар'єра
Народився 31 травня 1993 року в місті Севілья. Вихованець футбольної школи клубу «Севілья».
У дорослому футболі дебютував 2009 року виступами за команду клубу «Севілья Атлетіко», в якій провів два сезони, взявши участь у 56 матчах чемпіонату.
Своєю грою за цю команду привернув увагу представників основної команди «Севільї», до складу якого приєднався влітку 2011 року. 25 серпня 2011 року Хосе дебютував за головну команду в матчі Ліги Європи з клубом «Ганновер 96» (1:1). Три дні по тому він дебютував у Прімері, вийшовши на заміну в грі з «Малагою» (2:1). Всього відіграв за клуб з Севільї наступні два сезони своєї ігрової кар'єри, проте основним гравцем так і не став.
18 липня 2013 року підписав чотирирічний контракт з «Крістал Пелес», де провів півроку, після чого 31 січня 2014 року Кампанья був орендований німецьким «Нюрнбергом» до кінця сезону з правом подальшого викупу. Проте, закріпитись в складі німецького клубі іспанець так і не зумів, зігравши за період оренди лише у 10 матчах чемпіонату.
22 липня 2014 року Кампанья приєднався до італійського клубу «Сампдорія». Однак, вже 1 вересня був відданий в оренду на сезон португальському «Порту», ставши сьомим іспанцем, який приєднався до «драконів» за те трансферне вікно. У «Порту» в іспанця закріпитися в основному складі не вийшло, протягом сезону, проведеного в Португалії, він грав здебільшого за другу команду клубу.
Влітку 2015 року повернувся на батьківщину, ставши гравцем друголігового клубу «Алькоркон» також на умовах однорічної оренди.

## Виступи за збірні
2009 року дебютував у складі юнацької збірної Іспанії. У складі збірної Іспанії до 19 років став чемпіоном Європи 2011 і 2012 років. Всього взяв участь у 27 іграх на юнацькому рівні, відзначившись одним забитим голом.
Протягом 2013-2014 років залучався до складу молодіжної збірної Іспанії. На молодіжному рівні зіграв у 12 офіційних матчах.

## Титули і досягнення
- Чемпіон Європи (U-19): 2011, 2012

## Статистика виступів

### Статистика клубних виступів
| Сезон               | Команда             | Чемпіонат           | Чемпіонат | Чемпіонат | Національний кубок | Національний кубок | Національний кубок | Континентальні кубки | Континентальні кубки | Континентальні кубки | Інші змагання | Інші змагання | Інші змагання | Усього | Усього |
| Сезон               | Команда             | Ліга                | Ігор      | Голів     | Ліга               | Ігор               | Голів              | Ліга                 | Ігор                 | Голів                | Ліга          | Ігор          | Голів         | Ігор   | Голів  |
| ------------------- | ------------------- | ------------------- | --------- | --------- | ------------------ | ------------------ | ------------------ | -------------------- | -------------------- | -------------------- | ------------- | ------------- | ------------- | ------ | ------ |
| 2011-12             | «Севілья»           | ПД                  | 15        | 0         | КІ                 | 2                  | 0                  | ЛЄ                   | 1                    | 0                    | —             | —             | —             | 18     | 0      |
| 2012-13             | «Севілья»           | ПД                  | 5         | 0         | КІ                 | 1                  | 0                  | —                    | —                    | —                    | —             | —             | —             | 6      | 0      |
| Усього за «Севілью» | Усього за «Севілью» | Усього за «Севілью» | 20        | 0         |                    | 3                  | 0                  |                      | 1                    | 0                    |               |               |               | 24     | 0      |
| 2013-14             | «Крістал Пелес»     | ПЛ                  | 6         | 0         | КА+КЛ              | 0+0                | 0                  | —                    | —                    | —                    | —             | —             | —             | 6      | 0      |
| 2013-14             | «Нюрнберг»          | БЛ                  | 10        | 1         | КН                 | 0                  | 0                  | —                    | —                    | —                    | —             | —             | —             | 10     | 1      |
| 2014-15             | «Сампдорія»         | A                   | 0         | 0         | КІ                 | 0                  | 0                  | —                    | —                    | —                    | —             | —             | —             | 0      | 0      |
| 2014-15             | «Порту»             | ПЛ                  | 0         | 0         | КП+КЛ              | 0+0                | 0                  | ЛЧ                   | 0                    | 0                    | —             | —             | —             | 0      | 0      |
| Усього за кар'єру   | Усього за кар'єру   | Усього за кар'єру   | 36        | 1         |                    | 3                  | 0                  |                      | 1                    | 0                    |               |               |               | 40     | 1      |